# Barbar, Bahrain
Barbar (arabiska: باربار) är en by i norra Bahrain. Den ligger i Norra provinsen och är grannby till både Diraz och Jannusan. Byn ligger även nära Budaiya. Barbar är övervägande shiamuslimsk och Barbar-templet, som är ett av Unescos världsarv.